# Гамбург-Кірхвердер
Кірхвердер (нім. Kirchwerder) — частина району Бергедорф вільного та ганзейського міста Гамбург. Це одна із чотирьох частин району Бергедорф, які разом утворюють місцевість Фірланде.